# Warpuny
Warpuny [varˈpunɨ] (deutsch Warpuhnen) ist eine Ortschaft in der Woiwodschaft Ermland-Masuren innerhalb der Landgemeinde Sorkwity (deutsch Sorquitten) im Powiat Mrągowski (Kreis Sensburg), Polen.

## Geographische Lage
Warpuny liegt am Nordufer des Jezioro Warpuńskie (deutsch Großer Weißstein-See oder Großer Sonntagscher See) inmitten der Woiwodschaft Ermland-Masuren, elf Kilometer nordwestlich der Kreisstadt Mrągowo (deutsch Sensburg).

## Geschichte

### Ortsgründung und -name
Die Gründung des Ortes Warpuhnen in Ostpreußen im Quellgebiet der Kruttinna (polnisch Krutynia) geht auf den 22. Hochmeister des Deutschen Ordens, Winrich von Kniprode (ca. 1310–1382), zurück, der den örtlichen Grundbesitz des Ordens im Rahmen der Kolonisation aufteilte und am 25. Januar 1373 das Freigut Wersteinen anteilig dem prußischen Edlen Sanglobe und dessen Söhnen Warpune, Medite, Glabune und Permog als Lehen überschrieb.

### Geschichtliche Entwicklung
Im Jahre 1785 wurde Warpuhnen „ein köllmisch Dorf am See Weiß mit 26 Feuerstellen“ genannt. Am 8. April 1874 wurde das Dorf Amtsdorf und damit namensgebend für einen Amtsbezirk, der bis 1945 bestand und zum Kreis Sensburg im Regierungsbezirk Gumbinnen (ab 1905: Regierungsbezirk Allenstein) in der preußischen Provinz Ostpreußen gehörte.
Aufgrund der Bestimmungen des Versailler Vertrags stimmte die Bevölkerung im Abstimmungsgebiet Allenstein, zu dem Warpuhnen gehörte, am 11. Juli 1920 über die weitere staatliche Zugehörigkeit zu Ostpreußen (und damit zu Deutschland) oder den Anschluss an Polen ab. In Warpuhnen stimmten 380 Einwohner für den Verbleib bei Ostpreußen, auf Polen entfielen keine Stimmen.
In Kriegsfolge kam 1945 Warpuhnen mit dem gesamten südlichen Ostpreußen zu Polen und erhielt die polnische Namensform „Warpuny“. Heute ist das Dorf Sitz eines Schulzenamtes (polnisch Sołectwo) und als solches eine Ortschaft im Verbund der Landgemeinde Sorkwity (Sorquitten) im Powiat Mrągowski (Kreis Sensburg), bis 1998 der Woiwodschaft Olsztyn, seither der Woiwodschaft Ermland-Masuren zugeordnet.

#### Einwohnerzahlen
| Jahr | Anzahl |
| ---- | ------ |
| 1818 | 191    |
| 1839 | 335    |
| 1871 | 488    |
| 1885 | 533    |
| 1905 | 575    |
| 1910 | 579    |
| 1933 | 573    |
| 1939 | 578    |
| 2011 | 480    |

### Amtsbezirk Warpuhnen (1874–1945)
Zum Amtsbezirk Warpuhnen gehörten bei seiner Errichtung vier Dörfer, am Ende waren es noch zwei:
| Name           | Geänderter Name 1938 bis 1945 | Polnischer Name | Bemerkungen                                |
| -------------- | ----------------------------- | --------------- | ------------------------------------------ |
| Bothau         |                               | Bałowo          | 1928 in die Gemeinde Sonntag eingegliedert |
| Schellongowken | Schillingshöfen               | Szelągówka      | 1920 nach Surmowen eingemeindet            |
| Sonntag        |                               | Zyndaki         |                                            |
| Warpuhnen      |                               | Warpuny         |                                            |

Am 1. Januar 1945 bildeten lediglich noch die Gemeinden Sonntag und Warpuhnen den Amtsbezirk Warpuhnen.

## Kirchen

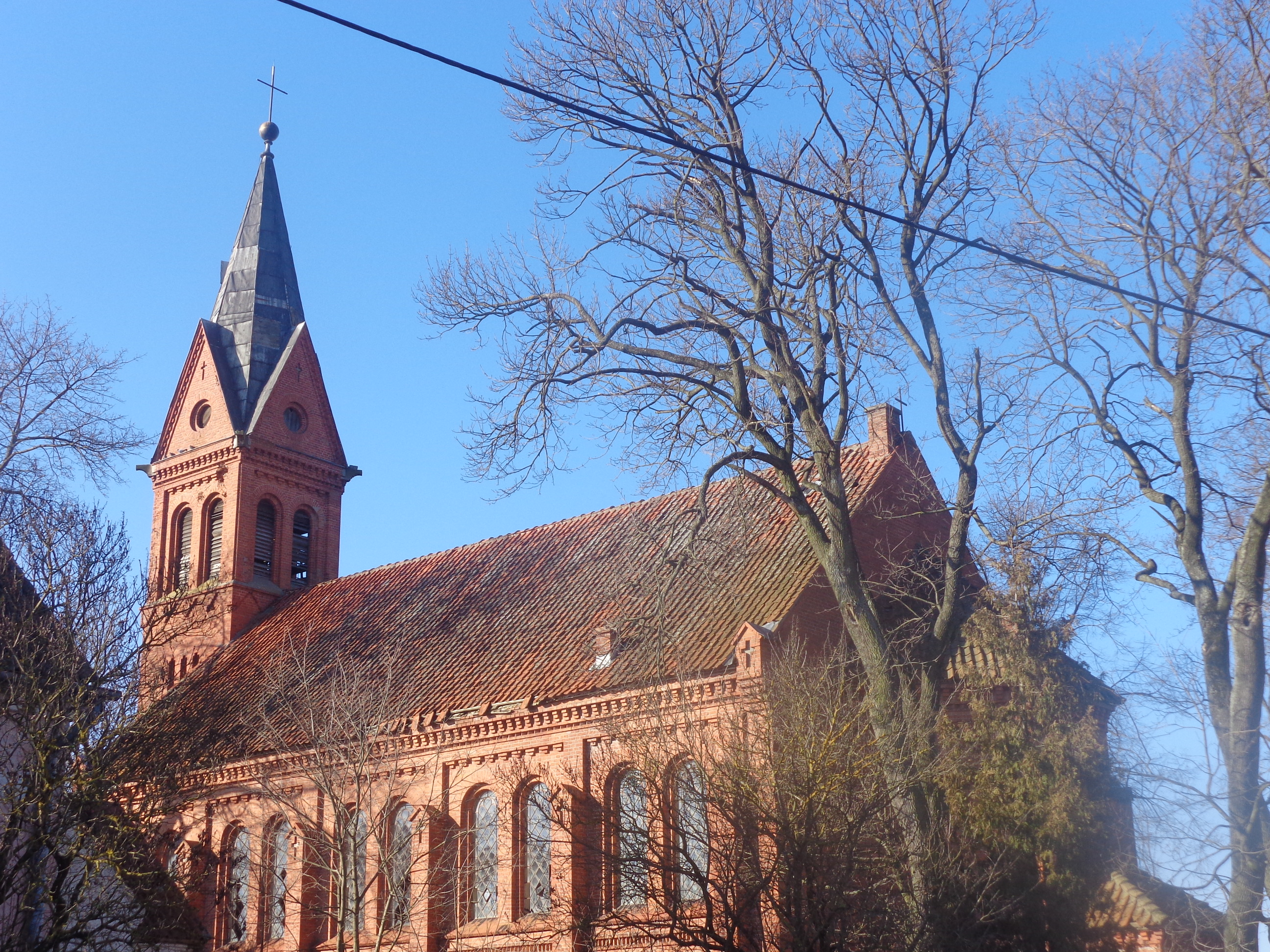
Evangelische Kirche

Die evangelische Kirche ist eine 1881/82 als roter Rohziegelbau errichtete Pfarrkirche des 1866 gegründeten evangelischen Kirchspiels mit neugotischen (Strebepfeiler, Turmhelm) und neuromanischen (Rundbogenfenster) Stilelementen. Die katholische Pfarrkirche des 1938 gegründeten katholischen Kirchspiels wurde 1923/24 als neubarocker Putzbau auf hohem Feldsteinsockel errichtet.

### Evangelische Kirchengemeinde

#### Kirchengeschichte
Um eine bessere seelsorgerische Betreuung der wachsenden Bevölkerung zu gewährleisten, wurden zwischen 1853 und 1893 in Ostpreußen 23 neue Kirchspiele mit eigenen Gotteshäusern gegründet. Das evangelisch-lutherische Kirchspiel Warpuhnen wurde mit Einpfarrungsurkunde vom 17. Juni 1866 aus 18 Ortschaften gegründet, die zuvor in den Kirchspielen Bäslack, Rössel, Bischofsburg, Sorquitten, Sensburg und Seehesten eingepfarrt waren. Warpuhnen gehörte innerhalb der Kirchenprovinz Ostpreußen zur Diözese Sensburg im preußischen Regierungsbezirk Gumbinnen (bis 1905) bzw. Allenstein (1905 bis 1945). Der evangelische Gottesdienst fand zunächst in den Schulen von Warpuhnen und den umliegenden Orten statt. Am 17. Juni 1881 erfolgte die Grundsteinlegung für das neue Kirchengebäude, das am 8. August 1882 eingeweiht wurde. Erster Seelsorger der neuen Kirche war Pfarrer Borkowski (1881–1885). Der Gottesdienst wurde auf Deutsch und Polnisch bzw. Masurisch gehalten, das die örtliche Bevölkerung damals überwiegend sprach. Gottesdienste auf Masurisch fanden bis zum Verbot des Masurischen als Kirchensprache Ende 1939 zuletzt – wegen der Verdrängung des Masurischen durch das (Platt-)Deutsche – nur einmal monatlich durch Pfarrer Erich Schimba statt, der bis 1945 auch den deutschsprachigen Gottesdienst hielt. Danach durften Gottesdienste nur noch auf Polnisch abgehalten werden, allerdings ließ es sich die Gemeinde nicht nehmen, die Kirchenlieder weiter auf Deutsch zu singen. Die seelsorgerische Betreuung erfolgte von Sorquitten aus durch die Pfarrer der Evangelisch-Augsburgischen Kirche in Polen (Kościół Ewangelicko-Augsburski w Polsce) Alfred Jagucki (1914–2004) und Wilhelm Firla (1915–1990). Als Folge von Krieg, Flucht, Vertreibung und Aussiedlung der deutschen Bevölkerung existiert im heutigen Warpuny (anders als im nahegelegenen Sorkwity) keine eigene evangelische Gemeinde mehr. Während das Kirchspiel in den frühen 1950er Jahren noch mehr als 2.000 Gemeindeglieder zählte (nach über 4.000 vor dem Zweiten Weltkrieg), sank die Zahl seit 1957 durch die möglich gewordene Aussiedlung drastisch und betrug zum Amtsantritt von Pfarrer Mutschmann 1986 nur noch 16. Entsprechend schwierig gestalten sich Nutzung und Erhalt der heute zur Diözese Masuren (Diecezja mazurska) gehörenden Kirche. Auf Initiative des Vereins der „Freunde Masurens“ fand am 24. April 2016 ein feierlicher Festgottesdienst zum 150. Gründungsjahr des Kirchspiels statt.

#### Kirchspielorte
Bis 1945 gehörten zum Kirchspiel Warpuhnen 18 Dörfer, Ortschaften bzw. Wohnplätze:
| Name                            | Polnischer Name |  | Name                                      | Polnischer Name |
| ------------------------------- | --------------- |  | ----------------------------------------- | --------------- |
| Bothau                          | Bałowo          |  | Samkowen                                  | Zamkowo         |
| *Burschewen 1938–1945 Prußhöfen | Burszewo        |  | *Schellongowken 1938–1945 Schillingshöfen | Szelągówka      |
| Dürwangen                       | Wola            |  | *Siemanowen 1938–1945 Altensiedel         | Szymanowo       |
| *Giesewen 1938–1845 Giesenau    | Gizewo          |  | Sonntag                                   | Zyndaki         |
| *Gonswen                        | Gązwa           |  | *Spiegels–Jeesau                          |                 |
| Groß Ottern 1928–1945 Ottern    | Otry            |  | Spieglowken 1938–1945 Spiegelswalde       | Śpiglówka       |
| Klein Ottern                    | Oterki          |  | Surmowen 1938–1945 Surmau                 | Surmówka        |
| Klein Stamm                     | Stamka          |  | *Warpuhnen                                | Warpuny         |
| *Loszainen 1936–1945 Loßainen   | Łężany          |  | *Widrinnen                                | Widryny         |

Das Kirchspiel Warpuhnen bestand nur bis 1945. Danach wurden die Orte zur Pfarrei Sorkwity überstellt, die jetzt die Kirche Warpuny betreut.

#### Pfarrer
An der evangelischen Kirche Warpuhnen amtierten als Geistliche:
- Oskar Adolf Hugo Hensel, 1874–1875
- Julius Nieszytka, 1876–1878
- Ludwig August Ernst Borkowski, 1881–1885
- Franz Theodor Engelhardt, 1886
- Paul Gottlieb Kelch, 1887–1900
- Johann Franz Pilchowski, 1900–1901
- Max Rauer, 1901–1934
- Erich Szimba, 1935–1945

Seit 1945 besteht in Warpuny keine eigene Pfarrei mehr. Die Versorgung der Kirche übernehmen die Pfarrer in Sorkwity.

#### Kirchengebäude
Die Kirche stellt mit ihrer originalen Bausubstanz, erhaltenen Ausmalung und Innenausstattung ein einzigartiges bauzeitliches Zeugnis des in der Tradition der Schinkelschen Bauschule stehenden staatlichen preußischen Kirchenbaus im späten 19. Jahrhundert dar. Sie wurde als staatliches Bauwerk durch das preußische Ministerium der öffentlichen Arbeiten ausgeführt und dürfte deshalb auf Entwürfen des Kirchenbaurats Friedrich Adler beruhen. Adler war Absolvent der Schinkelschule und prägte als langjähriger preußischer Kirchenbaudezernent (1877–1900) maßgeblich das gesamte preußische Sakralbauwesen des späten 19. Jahrhunderts. Nach seinen Skizzen und Entwürfen entstanden mehr als 300 Kirchenbauten, u. a. die Jerusalemer Erlöserkirche, die St.-Peter-u.-Pauls-Kirche in Bromberg (Kościół pw. Piotra i Pawła, Bydgoszcz) und die Berliner Thomas-Kirche.

##### Baubeschreibung

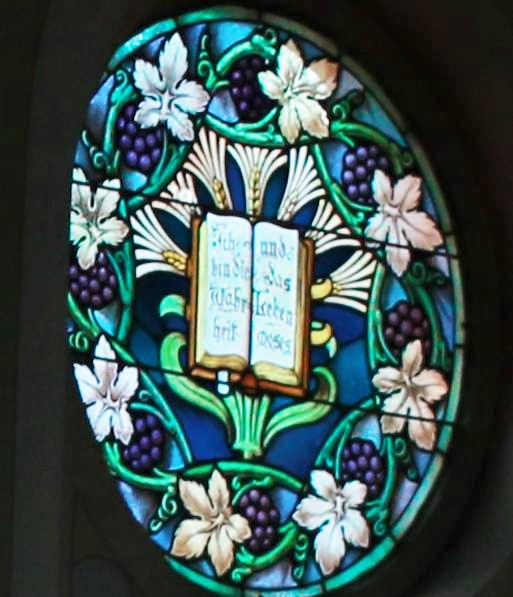
Linkes Rundfenster

Der Kirchenbau wurde landschaftsbildprägend auf einer zum Großen Sonntagschen See hin abfallenden Anhöhe nach den formalen Vorgaben des Eisenacher Regulativs von 1861 (Ostung der Kirche, länglicher rechteckiger Grundriss, gotische Formensprache, erhöhter Altarraum usw.) errichtet. Die Spitze des achteckigen gotischen Turmhelms ist von einer Weltkugel unter dem Kreuz bekrönt. In der Zeitschrift für Bauwesen von 1881 wird die Ausführung des Bauwerks wie folgt beschrieben: „Die auf Blatt 61 in Grundriss und Giebelansicht dargestellte Kirche in Warpuhnen wird ebenfalls mit Rundungsformen im Rohbau, aber ohne Formziegel, 23 × 12,9 m groß einschiffig ausgeführt. Die Strebepfeiler der Längsfront gehen in Kämpferhöhe neben den gekuppelten Fenstern in Lisenen über; an den Ostgiebel schließen sich Apsis und Sakristei mit Walmdächern an. Der bis zum Kranzgesims 30 m hohe Thurm schließt mit Giebeln ab und wird mit 8seitigem Holzhelm bekrönt. Das Schiff erhält eine Decke wie Nr. 1 [schräg ansteigende Holzdecke] in 8,4 bis 10,4 m Höhe über dem Fußboden“. Die Summe des Kostenanschlags für das Bauwerk ist mit 60.500 Reichsmark beziffert, die Zahl der Sitzplätze wird mit insgesamt 664 angegeben (430 im Schiff, 152 auf der Empore, 82 für Kinder), die Baukosten pro Sitzplatz werden mit 91 Reichsmark ermittelt.

##### Innenraum und Ausstattung
Die Wände der polygonalen Apsis, die das Kirchenschiff in östlicher Richtung abschließt, sind im oberen Rundbogenbereich jeweils durch buntverglaste Rundfenster (Oculi) akzentuiert. Gewölbter blauer Apsishimmel mit Sternen, Ausmalung des Altarraums mit floraler und geometrischer Ornamentik. Das mittlere Rundfenster der Apsis zeigt ein gleichschenkliges Griechisches Kreuz, das linke Fenster die Inschrift „Ich bin die Wahrheit und das Leben – Moses“, das rechte Fenstermotiv symbolisiert durch Kelch und Ähre das Sakrament des Abendmahls. Weitere ornamentale Fenstermotive sind der christlichen Pflanzensymbolik entnommen: immergrüner Efeu als Symbol von Treue, Unsterblichkeit und ewiges Leben; der Weinstock mit Ranke und Traube als Christus-Symbol. Der Altaraufsatz aus neugotischem Schnitzwerk zeigt im Zentrum die Auferstehung Christi. Motiv und Ausführung des Gemäldes (unleserliche Signatur mit Jahreszahl 1890) gleichen dem Altarbild des damals für seine Christus-Darstellungen berühmten spätnazarenischen evangelischen Kirchenkünstlers Bernhard Plockhorst (1825–1907) in der Berliner Immanuelkirche. Links vom Altar befindet sich die Kanzel mit Treppe, rechts davon der freistehende oktogonale Taufstein mit neugotischem Dekor. Von der Ausstattung sind außerdem die beiden 18-armigen Deckenleuchter, Kruzifix, Antependien und zahlreiche Liedertafeln erhalten. Der Bodenbelag des Kirchenschiffs besteht im Altarraum, Mittel- und Quergang aus quadratischen Terrazzo-Fliesen im Kreuzverband, in den Rand- und Sitzbereichen aus Mauerziegeln im Läuferverband. Emporen auf Holzständern. Die Kirche verfügt über eine Koks-Warmluftheizung, die in den 1930er Jahren zwei bauzeitliche Kohleöfen ersetzt hat.

##### Orgel

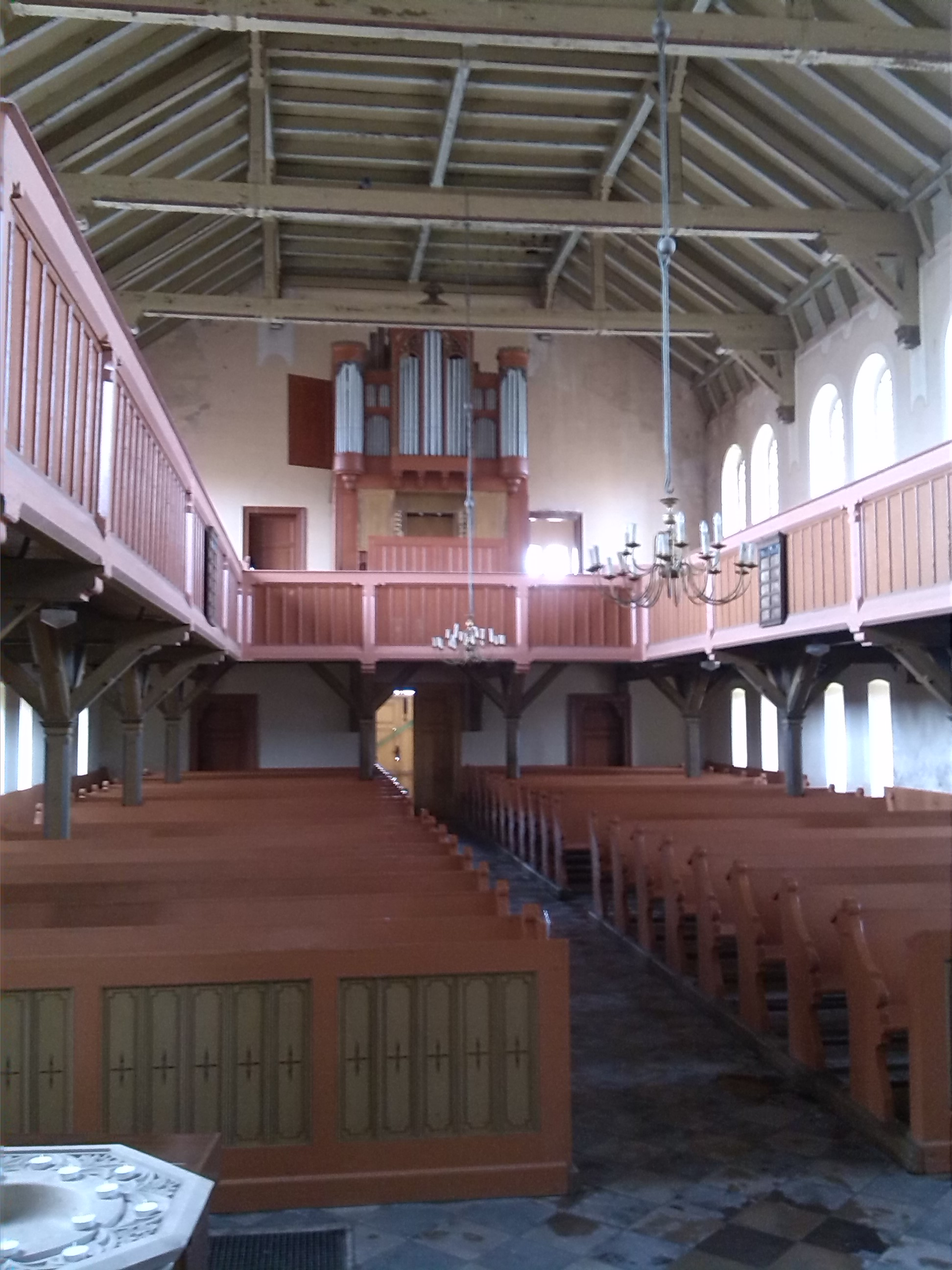
Empore mit Terletzki-Orgel

Auf der Westempore befindet sich die (aufgrund von Vandalismus- und Diebstahlsschäden derzeit nicht spielbare) Orgel mit schlichtem spätklassizistischen Prospekt aus der Orgelbauwerkstatt August Terletzki (Elbing) mit 13 klingenden Registern für zwei Manuale und Pedal. Das Instrument von 1882 ist Opus Nr. 113 aus der Reihe von über 400 Orgeln, die von der Firma erbaut wurden. Prospekt mit ornamentalem Schnitzwerk (Weinranken, Akanthusfries, Palmetten-Akroterien an den Giebelecken). Bekrönung des Giebelfirstes durch einen geflügelten Engelskopf. Engel bzw. Puttos die zugleich kindliche Unschuld symbolisieren, wurden bereits in der frühchristlichen Kunst mit Musik in Verbindung gebracht. Entsprechend wiederholt sich das Engelskopfmotiv an den Türklinken der beiden Nebeneingänge der Kirche, die zur Westempore mit der Orgel führen.
Mechanisches Schleifladensystem (Windkasten mit Tonventilen und teilweise einzeln aufgesetzten Tonkanzellen). Schleifladentonventile mit Lederpulpeten. Massives Wellenbrett mit Metallwellen, Holzabstrakten. Schöpferbälge unter dem Magazinbalg. Teilweise stumme Pfeifen im Prospekt.
Disposition (in der Reihenfolge der Registerzüge):
| I Hauptwerk C–f3 |       |
| Prinzipal        | 8′    |
| Bordun           | 16′   |
| Flöte            | 8′    |
| Oktave           | 4′    |
| Quinte           | 2 ⁄3′ |
| Superoctave      | 2′    |
| Mixtur dreifach  |       |

| II Oberwerk C–f3 |    |
| Flaut travers    | 4′ |
| Viola da Gamba   | 8′ |
| Portunalflöte    | 8′ |

| Pedal C–d1   |     |
| Octavbass    | 8′  |
| Violon       | 16′ |
| Subbass      | 16' |
|              |     |
| Signalglocke |     |

- Koppeln: II/I, I/P, II/P

##### Glocken
Von den drei bauzeitlichen Glocken im Turm fielen zwei der Metallsammlung des Ersten Weltkriegs zum Opfer und mussten 1917 zum Einschmelzen abgegeben werden. Sie wurden 1924 durch neue Bronzeglocken ersetzt, die im Zweiten Weltkrieg die Einschmelzung nur überstanden, weil der Gemeindeküster Komossa die Glocken vergrub, anstatt sie abzuliefern. In den 1950er Jahren wieder ausgegraben, wurden sie später auf die Initiative von Pfarrer Wilhelm Firla der evangelischen Gemeinde von Cisownica (deutsch Zeislowitz) im Teschener Schlesien (polnisch Śląsk Cieszyński) für das 1981 dort neu errichtete Gotteshaus überlassen. Die Glockeninschriften sind dem Weihnachtsevangelium Lukas 2, 1–20 entnommen und lauten in der Reihenfolge der Glockengröße: (I.) „Ehre sei Gott in der Höhe“, (II.) „Frieden auf Erden“, (III.) „Bei den Menschen seines Wohlgefallens“.

### Katholische Pfarrgemeinde

#### Geschichte
Warpuhnen gehörte durch Einpfarrungs-Dekret vom 18. Januar 1861 zum Kirchspiel Heiligelinde. Das Warpuhner Kirchspiel St. Antonius v. Padua wurde um 1938 aus sechs Dörfern des Kirchspiels Heiligelinde mit ca. 400 Gläubigen gegründet und gehörte seit 1939 zum neu errichteten Dekanat Bischofsburg im Bistum Ermland (seit 1992 Erzbistum Ermland).

#### Pfarrer
- Kurt Fleissner (1927–?)
- Gerhard Rost (?–1945).[36],
- Rajmund Jodko (2016)

#### Kirchengebäude
Zwischen 1922 und 1923 ließ die Propstei Heiligelinde unter der Leitung des späteren Frauenburger Domkapitulars Anton Krause die katholische Pfarrkirche St. Antonius von Padua durch den Architekten Georg Quednow (1868 – nach 1937) aus Guttstadt (Dobre Miasto) als hellen Putzbau mit hohem Natursteinsockel im neobarocken Stil errichten. Quednow war Schüler von Conrad Wilhelm Hase, dem Gründer der Hannoverschen Architekturschule, und in Guttstadt als Architekt und Bauunternehmer tätig. Er leitete zahlreiche katholische Kirchbauprojekte im Ermland, u. a. die Umbaumaßnahmen am Guttstädter Dom (1895) und die Errichtung der neogotischen St.-Laurentius-Basilika in Stolzhagen (Kochanówka) 1911–18. Ihm wurde 1929 zusammen mit dem ermländischen Bischof Augustinus Bludau (1862–1930) die Ehrenbürgerwürde zur 600-Jahr-Feier seiner Geburtsstadt verliehen. Überliefert ist auch, dass er Felix Halpern, dem 1937 verstorbenen Vorsitzenden der jüdischen Gemeinde in Guttstadt, als einziger offizieller Vertreter und Stadtältester die letzte Ehre erwies. Die Kirche wurde am 12. September 1934 von Bludaus Nachfolger, Bischof Maximilian Kaller (1880–1947) geweiht.
Erster Seelsorger war 1927 Kurt Fleissner. Der letzte deutsche Pfarrer war 1945 Gerhard Rost. Die Parafia Świętego Antoniego Padewskiego gehört heute zum Dekanat Mrągowo I in der Archidiecezja Warmińska (Erzdiözese Ermland).

## Verkehr
Warpuny liegt an einer Nebenstraße, die bei Sorkwity (Sorquitten) von der polnischen Landesstraße 16 (einstige deutsche Reichsstraße 127) abzweigt und über Stary Gieląd (Alt Gehland) und Zyndaki (Sonntag) nach Burszewo (Burschewen, 1938 bis 1945 Prusshöfen) und weiter bis Wola (Dürwangen) an der Woiwodschaftsstraße 590 führt. Innerhalb von Warpuny wird die Straße von einer Nebenstraße gekreuzt, die Gizewo (Giesewen, 1938 bis 1945 Giesenau) mit Szymanowo (Siemanowen, 1938 bis 1945 Altensiedel) – unweit der Woiwodschaftsstraße 590 – verbindet.
Eine Anbindung an den Schienenverkehr besteht nicht.